# Paul Mattei
Paul Mattei (Marsiglia, 15 maggio 1953) è un latinista, filologo classico e traduttore francese.

## Biografia
Dopo essersi diplomato al liceo Thiers a Marsiglia, Mattei si è iscritto all'Ecole normale supérieure di Saint-Cloud, dove ha conseguito la laurea in Lettere. Dal 1982 al 2000 ha lavorato, prima come assistente e poi come professore, all'Università Stendhal-Grenoble III. Dal 2000 è stato professore di Lingua e letteratura latina all'Università Lumiere-Lyon II fino al 2015, quando si è ritirato dall'insegnamento diventando professore emerito. In veste di docente invitato, ha inoltre tenuto corsi monografici di Letteratura cristiana antica presso l'Istituto Patristico Augustinianum di Roma. Attualmente è membro della Pontificia accademia di latinità, consigliere scientifico dell’Institut des sources chrétiennes e socio di diversi consigli editoriali.

## Campo di studi
Mattei è specializzato nella letteratura cristiana antica. I suoi studi hanno riguardato gli autori cristiani latini della tarda antichità e dell’inizio del Medioevo (epoca merovingia e carolingia). Ha effettuato ricerche di ordine letterario e filologico, curando edizioni critiche e traduzioni che hanno reso un servizio importante alla comunità dei ricercatori e anche al grande pubblico, che oggi è spesso privo di una sufficiente conoscenza delle lingue classiche e ha quindi difficoltà a leggere direttamente i documenti originali o a farsene un’idea scientificamente fondata.

## Opere

### Lavori di sintesi e divulgazione
- Paul Mattei, Le Christianisme antique (Ier-Ve siècles), éditions Ellipses, Paris, 2002, 2004 et 2011
- Paul Mattei, Le Christianisme antique. De Jésus à Constantin, collection U, éd. Armand Colin, 2008 et 2011 (traduction italienne de la 2e édition parue en février 2012, éd. « Il Mulino », Bologne coll. « Le vie della civiltà » : Il cristianesimo antico. Da Gesù a Costantino)
- Serge Lancel – Paul Mattei, Pax et Concordia. Chrétiens des premiers siècles en Algérie (Ier-VIIe siècles), Paris, 2001 ; prefazione di André Mandouze, postfazione di Jean-Noël Guinot
- Bernard Colombat – Paul Mattei, direzione del volume Curiosité historique et intérêts philologiques : Mélanges offerts à Serge Lancel, Université Stendhal (Grenoble-III), 1998

### Traduzioni e lavori di ricerca
- Tertulliano, Le Mariage unique (De monogamia), coll. Sources chrétiennes n° 343, Éditions du Cerf, 1988 (Introduzione, testo critico, traduzione e commento di P. Mattei)
- Novaziano, De Trinitate, Memorie dell’Accademia delle Scienze di Torino, 1996 (Testo e traduzione di P. Mattei)
- Tertulliano, Le Voile des vierges (De uirginibus uelandis), coll. Sources chrétiennes n°424, Cerf, 1997 (Introduzione e commento di E. Schuiz-Flügel, testo critico di E. Schuiz-Flügel, adattamento e traduzione di P. Mattei)
- Cipriano di Cartagine, L’Unité de l’Église (De ecclesiae catholicae unitate), coll. Sources chrétiennes n°500, Cerf, 2005. Introduzione di P. Siniscalco e P. Mattei, traduzione di M. Poirier, apparato critico, note, appendice e indice di P. Mattei (traduzione italiana: 2006: Cipriano di Cartagine, L’unità della Chiesa, 2006)
- Auctoris ignoti, De rebaptismate, in Sancti Cypriani episcopi De habitu uirginum; Opera pseudo-cyprianea, a cura di Laetitia Ciccolini e Paul Mattei, Corpus Christianorum Series Latina III F, Brépols, 2016
- Agobard de Lyon, Œuvres, tome I. Texte critique du CCCM 52 (L. Van Acker), coll. Sources chrétiennes n° 583, 2016 (collaborazione alla traduzione di P. Mattei e altri sotto la direzione di M. Rubellin)